# جيف كامينز
جيف كامينز (بالإنجليزية: Jeff Cummins)‏ هو لاعب كرة قدم كندية أمريكي، ولد في 25 مارس 1969 في سان بدروس ‏ في الولايات المتحدة.